# Hakonosowate
Hakonosowate (Callorhinchidae) – rodzina morskich ryb zrosłogłowych z rzędu chimerokształtnych (Chimaeriformes). Nie mają znaczenia gospodarczego.

## Zasięg występowania
Wody półkuli południowej wzdłuż wybrzeży Ameryki Południowej, Afryki, Australii i Tasmanii.

## Cechy charakterystyczne
Walcowate ciało. Głowa wydłużona, z hakowato zakończonym miękkim wyrostkiem na pysku. Oczy małe. Heterocerkalna płetwa ogonowa. Pierwsza płetwa grzbietowa z ostrym kolcem, druga – niska i długa. Osiągają długość do 1,2 m (Callorhinchus milii)
Żyją w głębokich wodach strefy litoralu w chłodnych morzach południowej półkuli. Samice składają duże, owalne kapsuły jajowe.

## Klasyfikacja
W rodzinie wymieniany jest tylko jeden występujący współcześnie rodzaj
- Callorhinchus Lacépède, 1798

Opisano również rodzaj wymarły:
- Moskovirhynchus Popov & Shapovalov, 2021